# Matteo Agnes
Matteo Agnes (Bardonecchia, 22 gennaio 1791 – Campiglione, 1881) è stato un politico italiano, deputato del Regno di Sardegna.

## Biografia
È stato deputato del Regno di Sardegna dal 1849 al 1853.